# Orostachys aggregata
Orostachys aggregata là một loài thực vật có hoa trong họ Crassulaceae. Loài này được (Makino) H. Hara miêu tả khoa học đầu tiên.